# Джейсон Каммінгс
Джейсон Каммінгс (англ. Jason Cummings, нар. 1 серпня 1995, Единбург) — шотландський та австралійський футболіст, нападник клубу «Сентрал-Кост Марінерс».
Виступав, зокрема, за клуб «Гіберніан», а також національну збірну Австралії.
Володар Кубка Шотландії. Чемпіон Шотландії.

## Клубна кар'єра
Народився 1 серпня 1995 року в місті Единбург. Вихованець юнацьких команд футбольних клубів «Уткізон Вале Бк», «Гартс», «Уткізон Вале Бк» та «Гіберніан».
У дорослому футболі дебютував 2013 року виступами за команду «Гіберніан», у якій провів чотири сезони, взявши участь у 116 матчах чемпіонату.  Більшість часу, проведеного у складі «Гіберніана», був основним гравцем атакувальної ланки команди. У складі «Гіберніана» був одним з головних бомбардирів команди, маючи середню результативність на рівні 0,45 гола за гру першості.
Згодом з 2017 по 2022 рік грав у складі команд «Ноттінгем Форест», «Рейнджерс», «Пітерборо Юнайтед», «Лутон Таун», «Ноттінгем Форест», «Шрусбері Таун» та «Данді».
До складу клубу «Сентрал-Кост Марінерс» приєднався 2022 року. Станом на 7 листопада 2022 року відіграв за госфордську команду 25 матчів в національному чемпіонаті.

## Виступи за збірні
У 2013 році дебютував у складі юнацької збірної Шотландії (U-19), загалом на юнацькому рівні взяв участь у 1 іграх.
Протягом 2015–2017 років залучався до складу молодіжної збірної Шотландії. На молодіжному рівні зіграв у 8 офіційних матчах, забив 3 голи.
У 2017 році дебютував в офіційних матчах у складі національної збірної Шотландії.
У складі збірної був учасником чемпіонату світу 2022 року у Катарі.

## Титули і досягнення
- Володар Кубка Шотландії (1):

«Гіберніан»: 2015-2016
- Чемпіон Шотландії (1):

«Гіберніан»: 2016-2017